# Argirop filamentós
L'argirop filamentós (Argyrops filamentosus) és un peix teleosti de la família dels espàrids i de l'ordre dels perciformes.

## Morfologia
Pot arribar als 70 cm de llargària total.

## Distribució geogràfica
Es troba a les costes occidentals de l'oceà Índic: des del Mar Roig fins a KwaZulu-Natal (Sud-àfrica), incloent-hi Maurici, Madagascar i Reunió.